# Maserati 422
Der Maserati 422 ist eine viertürige Limousine des italienischen Sportwagenherstellers Maserati, die von 1988 bis 1992 im Programm stand. Das Modell gehört zu Maseratis Biturbo-Familie. Es baute auf der Technik des Biturbo auf und war die viertürige Version des ebenfalls ab 1988 produzierten Coupés 222. Anders als die Modellbezeichnung vermuten lässt, belief sich der Hubraum des 422 nicht auf 2,2, sondern nur auf 2,0 Liter. Eine Sonderversion des 422 wurde zeitweise als Maserati 4.18 v verkauft. Die ausschließlich für den italienischen Markt bestimmten Modelle 422 und 4.18 v ergänzten den Maserati 430, der einen größeren Motor hatte und in erster Linie exportiert wurde.

## Entstehungsgeschichte
Nachdem Alejandro De Tomaso 1975 Maserati übernommen hatte, verfolgte er die Idee, das Unternehmen, das bislang nur hochwertige, sehr teure Sportwagen in Handarbeit produziert hatte, als Serienhersteller etablieren. Dafür mussten künftige Modelle deutlich günstiger sein als die bisherigen Sportwagen. De Tomasos Konzept sah deshalb ein kompaktes, automatisiert gefertigtes Fahrzeug vor, das von einem vergleichsweise kleinen Motor angetrieben wurde. Damit reagierte Maserati auf die italienische Steuergesetzgebung, die Automobile mit einem Hubraum von 2000 cm³ und mehr mit einer Umsatzsteuer von 38 Prozent statt 19 Prozent belegte. Auf dieser Grundlage entstand der Maserati Biturbo, der nach dreijähriger Entwicklungszeit im Dezember 1981 öffentlich präsentiert wurde. Er hatte einen knapp 2,0 Liter großen Sechszylindermotor, der zur Leistungssteigerung mit zwei Turboladern ausgestattet war. Auf Exportmärkten bot Maserati allerdings ab 1983 eine auf 2,5 Liter Hubraum vergrößerte Version an. Sowohl die Export- als auch die Italienversion des Biturbo entwickelte der Hersteller in den folgenden Jahren schrittweise weiter: 1983 stellte Maserati beiden Versionen eine leistungsgesteigerte S-Variante zur Seite (Biturbo S für Italien, Biturbo ES für den Export); ab 1986 wurde schließlich anstelle der veralteten Vergaser eine elektronisch gesteuerte Benzineinspritzung eingebaut. Die Einspritzmodelle erhielten die Zusatzbezeichnung „i“ (für iniezione).
Ende 1983 ergänzte Maserati die bis dahin nur aus zweitürigen Coupés bestehende Baureihe um eine viertürige Limousine und nutzte dazu die – verlängerte – Bodengruppe des zweitürigen Coupés mit dessen Antriebstechnik. Die Karosserie war der des Coupés ähnlich, hatte aber keine gleichen Teile. Das viertürige Modell erschien zunächst nur als Exportmodell Biturbo 425 mit der 2,5 Liter großen Variante des Sechszylindermotors, denn Maserati war der Ansicht, dass der größere und geringfügig stärkere 2,5-Liter-Motor besser zum höheren Gewicht der Limousine passe. Erst 1985 ergänzte Maserati die Palette der Limousinen um eine 2,0-Liter-Version für den italienischen Markt, die als Biturbo 420 verkauft wurde und zunächst mit Vergaser- und später mit Einspritzmotoren in jeweils zwei Leistungsvarianten (Basis und S) erhältlich war. 

## Positionierung im Programm der Marke
Mit Ablauf des Modelljahrs 1987 stellte Maserati die Produktion des Biturbo 420 i und Si wie auch die der Biturbo-Coupés ein. Das Coupé wurde durch das Modell 222 abgelöst, das technisch dem zweitürigen Biturbo Si entsprach und optisch geringfügig überarbeitet worden war. An die Stelle des viertürigen Biturbo 420 trat der Maserati 422, der äußerlich dem bisherigen 420 i und technisch dem 420 Si entsprach. Anders als beim Vorgängermodell 420, bot Maserati unter der Bezeichnung 422 nur ein Basismodell an, nicht aber eine leistungsgesteigerte Version. 1989 erschien allerdings ein 2,0-Liter-Motor mit einem Vierventilkopf (Tipo AM 475). Er wurde im Zweitürer als 222 4v angeboten und in der Limousine als 4.24 v. Der 4.24 v ergänzte den regulären 420 bis zu dessen Einstellung 1992; danach war der 4.24 v die einzige Zweiliter-Limousine im Biturbo-Programm. Der 422 und 4.24 v waren in dieser Zeit neben den größer motorisierten Exportversionen 430 und 430 4v. im Angebot.

## Modellbeschreibung

### Karosserie
Die Karosserie des Maserati 422 entsprach der des größer motorisierten 430. Ihre Form war eine Arbeit des ehemaligen Pininfarina-Designers Pierangelo Andreani. Stilistisch und im Hinblick auf die Dimensionen ähnelte der 422 nach wie vor der viertürigen Version des zeitgenössischen 3er-BMW.
Vom Vorgängermodell Biturbo 420 unterschied sich der 422 vor allem durch geänderte, tiefer gezogene Stoßfänger und eine flachere Kühlermaske mit abgerundeten Kanten. Auch wenn der 422 die Motorisierung des bisherigen Sportmodells Biturbo 420 Si übernahm, verzichtete er doch auf dessen stilistische Besonderheiten, insbesondere auf die auffällige Zweifarblackierung und auf die Luftöffnungen in der Motorhaube. 
1991 erhielten die meisten Modelle der Biturbo-Familie ein Facelift, zu dem neue Frontscheinwerfer im Stil des Sportcoupés Shamal gehörten. Während der sportliche Vierventiler 4.24 v diesen Wechsel ebenfalls vollzog und so zum 4.24 v II wurde, behielt der reguläre 422 seine traditionelle, noch auf das erste Biturbo-Coupé von 1981 zurückgehende Frontpartie bis zum Ende seiner Produktionszeit bei.
Der Innenraum des 422 war weniger hochwertig ausgestattet als der der Exportmodelle 430 bzw. 430 4.

### Motor
In der Antriebstechnik entsprach der 422 vollständig dem zweitürigen 222. 
Der Motor ging in seiner Grundkonstruktion auf den des ursprünglichen Biturbo von 1981 zurück. Es handelte sich um einen Sechszylinder-V-Motor mit einem Zylinderbankwinkel von 90 Grad. Der Hubraum betrug 1996 cm³ (Bohrung × Hub = 82 × 63 mm). Jede Zylinderreihe hatte eine obenliegende Nockenwelle, beide Nockenwellen wurden von einem gemeinsamen Zahnriemen angetrieben. Jeder Zylinder hatte zwei Einlassventile und ein Auslassventil. Der 422 übernahm die technischen Spezifikationen des bisherigen Sportmodells 420 Si (werksinterne Bezeichnung des Motors: Tipo AM 471). Er hatte eine elektronische Benzineinspritzung von Magneti Marelli und zwei Turbolader von IHI, die jeweils mit einem Wasser-Luft-Kühler versehen waren. Das Verdichtungsverhältnis betrug 7,8:1. Der Motor leistete wie schon im 420 Si 220 PS (162 kW), die bei 6350 Umdrehungen pro Minute anfielen. Der Wagen war nicht mit einem Katalysator erhältlich. 

### Fahrwerk
Das Fahrwerk des 422 entsprach in seiner Grundkonstruktion ebenfalls den übrigen zeitgenössischen Modellen der Biturbo-Familie. Alle Räder waren einzeln aufgehängt. Vorn gab es MacPherson-Federbeine und Querlenker, hinten wurden Schräglenker verwendet. Hinzu kamen Teleskopstoßdämpfer vorn und hinten. Ab 1991 wurde ein neues Sperrdifferential vom Typ Ranger eingeführt.

## Produktion
Wie bei allen Modellen der Biturbo-Familie war die Produktion des 422 auf mehrere Unternehmen verteilt. Maserati selbst fertigte nur die Motoren. Die Karosserie hingegen entstand bei Innocenti in Lambrate bei Mailand, einem zum De-Tomaso-Konzern gehörenden Unternehmen. Von 1988 bis 1992 entstanden 978 Exemplare des 422. Der größer motorisierte 430 erreichte ähnliche Stückzahlen.

## Maserati 4.18 v
Ein Sondermodell des Maserati 422 war der 1990 eingeführte 4.18 v, dessen Bezeichnung nicht auf den Hubraum Bezug nahm, sondern auf die Gesamtanzahl der Ventile. Das Fahrzeug war technisch und äußerlich mit dem 422 vollständig identisch. Die einzige Besonderheit war das Antiblockiersystem, mit dem der 4.18 v im Gegensatz zum 422 serienmäßig ausgestattet war. Der 4.18 v blieb ebenso wie der 422 zum Modelljahr 1992 im Programm. In zwei Jahren entstanden 77 Exemplare. Er ist damit das seltenste Mitglied der Biturbo-Familie und zugleich das einzige, das lediglich in zweistelligen Stückzahlen produziert wurde.